# Палаццо Комунале (Форли)
Палаццо Комунале (итал. Palazzo Comunale) или ратуша Форли — впечатляющая историческая достопримечательность города Форли на севере Италии. Находится на центральной площади имени Аурелио Саффи. Ранее служил дворцом синьории и правительства, а также домом для папского легата. Сегодня в нём размещается муниципалитет города.

## История
Ратуша была построена в 1000 году как раз между городским собором и аббатством Сан-Меркуриале вокруг уже существовавшей башни с часами. В 1412 году, после нескольких перестроек, ратуша стала семейным дворцом семейства Орделаффи, правителей Форли.
Во дворце работал художник Леоне Кобелли, однако его произведения не сохранились до наших дней.
Парадная лестница и зал заседаний, «Salone Comunale» и «Sala dei Fasti», выполнены по проекту Антонио Галли да Биббьена, который завершил работу в 1765 году.
Нынешний фасад появился в начале XIX века после очередной перестройки. После бомбардировок 1944 года дворец также подвергался восстановлению.

## Фрески
Во дворце имеются фрески следующих авторов:
- Франческо Менцокки, в «Зале нимфы»
- Феличе Гиани, в офисе мэра
- Джироламо Регьяни
- Паоло Аджелли
- Фрески, спланированные Биббьена и выполненные его учеником Джузеппе Маркетти.